# اسکور کاندومز
اسکور کاندومز (انگلیسی: Skore condoms) دومین برند بزرگ کاندوم هند است. اسکور که در سال ۲۰۱۲ راه اندازی شد، توسط تی‌تی‌کی گروپ (TTK Group) تولید می‌شود.